# مورویس، پورتوریکو
مورویس (به انگلیسی: Morovis) یک منطقهٔ مسکونی در ایالات متحده آمریکا است که در پورتوریکو واقع شده‌است.
 مورویس ۱۰۰٫۳ کیلومتر مربع مساحت و ۳۲٬۶۱۰ نفر جمعیت دارد و ۳۷۵ متر بالاتر از سطح دریا واقع شده‌است.